# العلاقات البرتغالية المارشالية
العلاقات البرتغالية المارشالية هي العلاقات الثنائية التي تجمع بين البرتغال وجزر مارشال.

## مقارنة بين البلدين
هذه مقارنة عامة ومرجعية للدولتين:
| وجه المقارنة                                              | البرتغال                                                  | جزر مارشال                     |
| --------------------------------------------------------- | --------------------------------------------------------- | ------------------------------ |
| المساحة (كم2)                                             | 92.21 ألف                                                 | 181                            |
| عدد السكان (نسمة)                                         | 10.60 مليون                                               | 53.13 ألف                      |
| الكثافة السكانية (ن./كم²)                                 | 114.95                                                    | 29.35 ألف                      |
| العاصمة                                                   | لشبونة                                                    | ماجورو                         |
| اللغة الرسمية                                             | اللغة البرتغالية، اللغة الميراندية                        | لغة إنجليزية، اللغة المارشالية |
| العملة                                                    | يورو، اسكودو برتغالي                                      | دولار أمريكي                   |
| الناتج المحلي الإجمالي (بليون دولار)                      | 217.57 مليار                                              | 199.40 مليون                   |
| الناتج المحلي الإجمالي (تعادل القوة الشرائية) بليون دولار | 307.82 مليار                                              | 207.25 مليون                   |
| الناتج المحلي الإجمالي الاسمي للفرد دولار أمريكي          | 19.22 ألف                                                 | 3.38 ألف                       |
| الناتج المحلي الإجمالي للفرد دولار أمريكي                 | 28.76 ألف                                                 | 3.80 ألف                       |
| مؤشر التنمية البشرية                                      | 0.830                                                     |                                |
| رمز المكالمات الدولي                                      | +351                                                      | +692                           |
| رمز الإنترنت                                              | .pt                                                       | .mh                            |
| المنطقة الزمنية                                           | توقيت غرب أوروبا، توقيت غرب أوروبا الصيفي، أوروبا/لشبونة ‏ | ت ع م+12:00                    |

## منظمات دولية مشتركة
يشترك البلدان في عضوية مجموعة من المنظمات الدولية، منها:
| علم المنظمة | اسم المنظمة                   | تاريخ انضمام البرتغال | تاريخ انضمام جزر مارشال |
| ----------- | ----------------------------- | --------------------- | ----------------------- |
|             | البنك الدولي للإنشاء والتعمير | 29 مارس 1961          | 21 مايو 1992            |
|             | بنك التنمية الآسيوي           | 2002                  | 1990                    |
|             | يونسكو                        | 11 مارس 1965          | 30 يونيو 1995           |
|             | الاتحاد الدولي للاتصالات      | 1866                  | 22 فبراير 1996          |
|             | مؤسسة التمويل الدولية         | 8 يوليو 1966          | 23 سبتمبر 1992          |
|             | منظمة الشرطة الجنائية الدولية | ?                     | ?                       |
|             | الأمم المتحدة                 | 14 ديسمبر 1955        | 17 سبتمبر 1991          |
|             | مؤسسة التنمية الدولية         | 29 ديسمبر 1992        | 19 يناير 1993           |
|             | منظمة حظر الأسلحة الكيميائية  | ?                     | ?                       |

## وصلات خارجية
- موقع وزارة الخارجية البرتغالية